# Piotr Majewski (ur. 1962)
Piotr Majewski (ur. 1962) – polski dziennikarz radiowy i telewizyjny, producent.

## Życiorys
Absolwent warszawskiego II Liceum Ogólnokształcącego im. Stefana Batorego (1981) oraz Uniwersytetu Warszawskiego (wydz. historyczny, katedra muzykologii). Karierę zawodową rozpoczął w 1984 roku, w Redakcji Muzycznej Programu Trzeciego Polskiego Radia.
Autor i współautor popularnych audycji radiowych (m.in.: „Jazz lat 80.”, „Trzy kwadranse jazzu”, „Jam-session w Trójce”, „Między punkiem a funkiem”, „Każdy gra inaczej”, „Dyżurny magazyn bigbitowy” (wraz z Janem Chojnackim i Wojciechem Mannem), „Krajowa Scena Młodzieżowa” (wraz z Pawłem Sito i Katarzyną Kanclerz). Cykl „Krajowa Scena Młodzieżowa”, wsparty był licznymi, organizowanymi w całej Polsce koncertami (przy współpracy agencji impresaryjnej AIA – m.in. Adam Galas, Katarzyna Kanclerz). W końcu lat 80. była to najpoważniejsza platforma prezentacji polskiej muzyki młodzieżowej (m.in.: Kobranocka, Ziyo, Róże Europy, Golden Life, Sztywny Pal Azji, Chłopcy z Placu Broni, Formacja Nieżywych Schabuff, Proletariat, Closterkeller).
Kontynuacją działań Krajowej Sceny Młodzieżowej, był magazyn radiowy „Brum”, którego – kierowaną przez Piotra Majewskiego – redakcję, współtworzyli m.in. Piotr Klatt, Jurek Owsiak, Kuba Wojewódzki, Paweł Zeitz, Wojtek Ossowski i Alicja Leszczyńska. Redakcja ta, na Festiwalu Sopot'92, otrzymała statuetkę „Bursztynowego Mikrofonu” za najlepszą muzyczną audycję radiową.
W latach 1987–1990, jako druh zastępowy poprowadził 3 wydania Listy Przebojów Programu Trzeciego.

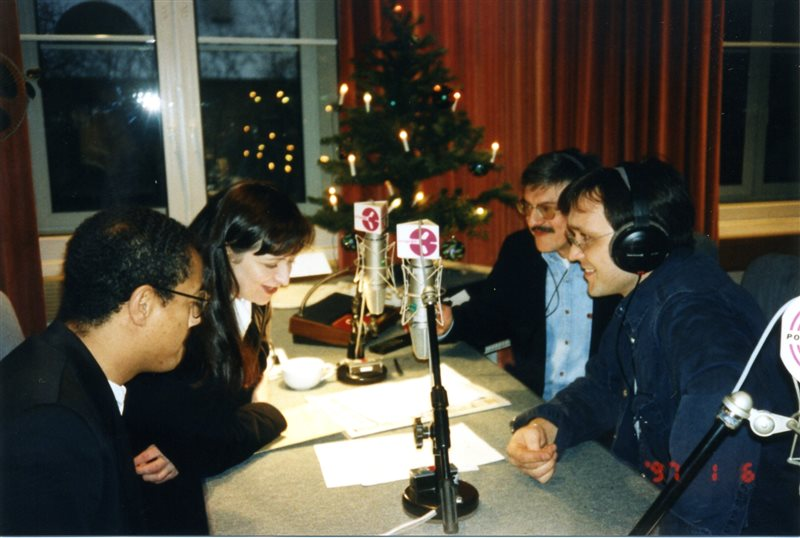
Piotr Majewski i Marek Niedźwiecki - wywiad z Basią Trzetrzelewską (Trójkowa Lista Przebojów)

W 1988 roku został członkiem Rady Programowej i Jury Festiwalu Muzyków Rockowych w Jarocinie, a w latach 1989-1991 pełnił funkcję Dyrektora Artystycznego i Szefa Rady Programowej tego festiwalu.
W 1989 roku został jednym z założycieli firmy fonograficznej Zic-Zac Music Company, a w 1993 założył jedną z pierwszych agencji reklamy telewizyjnej, Mount Art Independent.
W latach 1995–1998, prowadząc firmę PM Entertainment organizował wiele koncertów (m.in. Tomasza Stańki, Candy Dulfer, Adama Holzmana, Gary’ego Thomasa, Michała Urbaniaka).
W latach 1996–1998 pełnił funkcję Dyrektora Programowego firmy Nazca Love Production (produkcja programów muzycznych i młodzieżowych dla Telewizji Polsat), a w latach 2003-2005, funkcję Dyrektora Programowego i Prezesa Zarządu JazzRadia.
Jako komentator muzyczny i prezenter, współpracował ze stacjami telewizyjnymi takimi jak Canal+, Teleexpress, TVP Łódź, TVP1, TVP2 oraz radiowymi – Programem Pierwszym i Drugim Polskiego Radia, Polskim Radiem Bis oraz Rozgłośnią Harcerską. Jako recenzent współpracował z czasopismami:
„Jazz Forum”, „Magazyn Muzyczny – Jazz” „Non Stop”, „Elle”
Od 1998 roku, na stałe współpracując z firmą Music Factory-CMG, realizował wiele produkcji eventowych i koncertowych, a także multimedialną akcję „Re:akcja” (dla TVP1) oraz cykl programów (dla TV4) poświęconych sportom ekstremalnym, „Sportex.tv”.
Współpracował z Radiem Polska Live! istniejącym przy warszawskiej Akademii Dziennikarstwa i Realizacji Dźwięku oraz z chicagowskim radiem Polski FM, gdzie prowadzi audycję „Subiektywny Przewodnik Muzyczny”. Następnie związany z Polskim Radiem RDC, gdzie prowadził m.in. autorską audycję „Subiektywnie o muzyce".
Do czerwca 2021 roku, pełnił funkcję szefa redakcji publicystyki kulturalnej w radiowej Trójce. Od września 2021 roku ponownie związany z rozgłośnią RDC, gdzie prowadzi codzienne pasmo publicystyczno-muzyczne "Południe z animuszem".
Od kwietnia 2023 roku członek Prezydium Zarządu Polskiego Stowarzyszenia Jazzowego. 

## Życie prywatne
Syn polskiego kompozytora i aktora, Czesława Majewskiego.
26 marca 2021 media obiegła informacja o śmierci jego syna, Franciszka, który również pracował w radiu. Przez ostatni rok życia był związany z Radiospacją.